# Havant
Havant is een Engels district in het shire-graafschap (non-metropolitan county OF county) Hampshire en telt 126.000 inwoners. De oppervlakte bedraagt 55 km².
Van de bevolking is 18,9% ouder dan 65 jaar. De werkloosheid bedraagt 2,7% van de beroepsbevolking (cijfers volkstelling 2001).

## Plaatsen in district Havant
- Emsworth
- Waterlooville